# Peter Chelsom

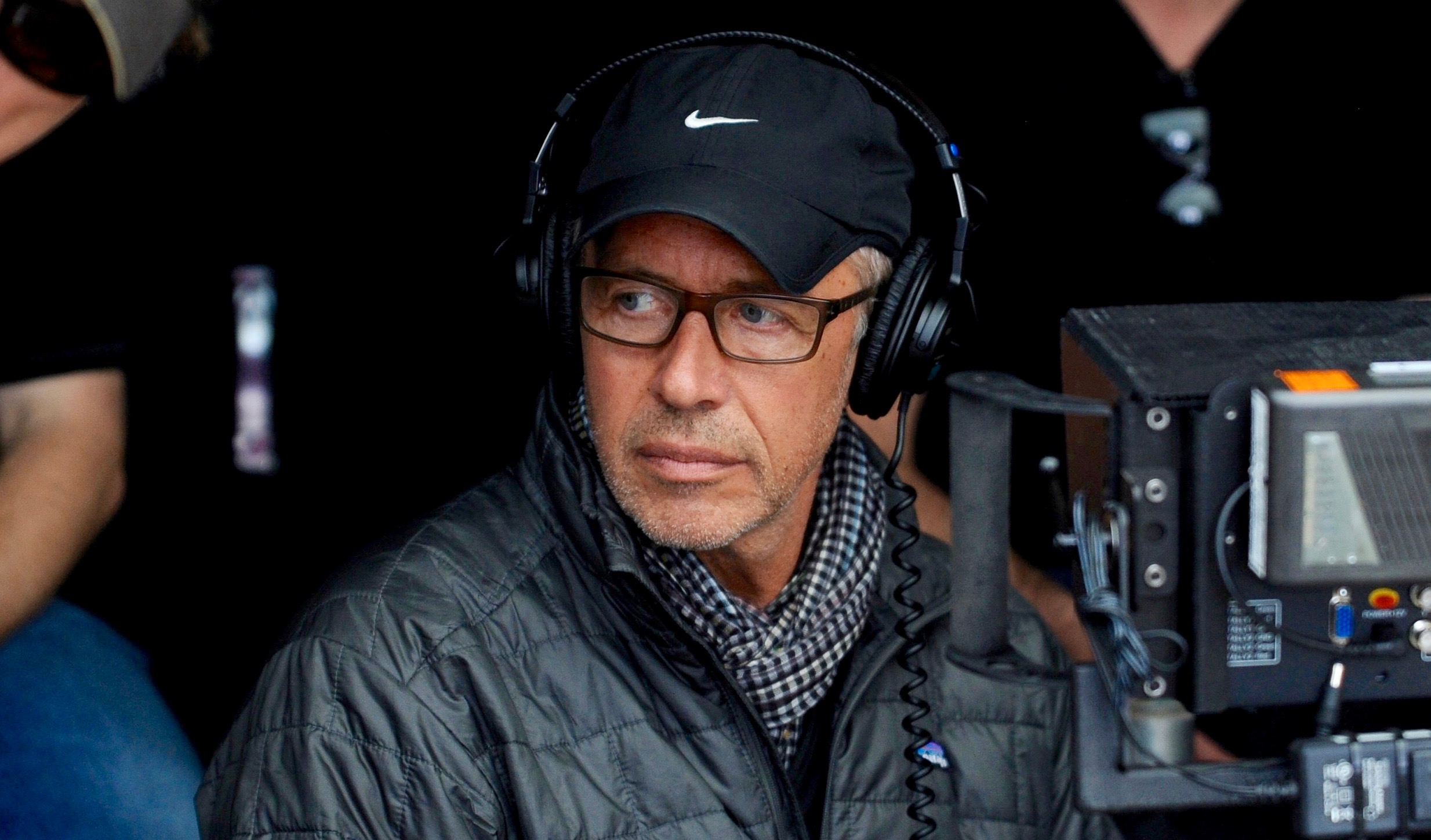
Peter Chelsom, 2016

Peter Chelsom (* 20. April 1956 in Blackpool, Lancashire, England) ist ein britischer Filmregisseur und Drehbuchautor. In den 1980er Jahren war er auch als Schauspieler tätig.

## Leben und Wirken
Vor seiner Karriere im Filmgeschäft absolvierte Peter Chelsom eine Ausbildung zum Fotografen. Anschließend studierte er drei Jahre an der Central School of Drama in London und arbeitete dann als Schauspieler für das Fernsehen wie das Theater. 1992 gab er sein Debüt als Filmregisseur mit dem Film Hear My Song. Ned Beatty übernahm die Hauptrolle. Chelsom erhielt für sein Drehbuch eine Nominierung für den British Academy Film Award. Drei Jahre später inszenierte er den Funny Bones – Tödliche Scherze und wurde abermals für den BAFTA Award nominiert. Außerdem wurde er als Bester Produzent bei den London Critics’ Circle Film Awards ausgezeichnet.
Peter Chelsom drehte auch über 60 Werbespots und lebt seit 1995 in Los Angeles.

## Filmografie (Auswahl)
Regisseur
- 1992: Hear My Song
- 1995: Funny Bones – Tödliche Scherze (Funny Bones)
- 1998: The Mighty – Gemeinsam sind sie stark (The Mighty)
- 2001: Stadt, Land, Kuss (Town & Country)
- 2001: Weil es Dich gibt (Serendipity)
- 2004: Darf ich bitten? (Shall We Dance?)
- 2009: Hannah Montana – Der Film (Hannah Montana: The Movie)
- 2014: Hectors Reise oder die Suche nach dem Glück (Hector and the Search for Happiness)
- 2017: Den Sternen so nah (The Space Between Us)
- 2019: Berlin, I Love You
- 2021: Sicherheit (Security)
- 2024: A Sudden Case of Christmas

Als Drehbuchautor
- 1992: Hear My Song
- 1995: Funny Bones – Tödliche Scherze (Funny Bones)
- 2014: Hectors Reise oder die Suche nach dem Glück (Hector and the Search for Happiness)
- 2021: Sicherheit (Security)
- 2024: A Sudden Case of Christmas